# Józef Daniel Krzeptowski
Józef Daniel Krzeptowski (* 29. Juli 1921 in Inowrocław; † 13. August 2002 in Zakopane) war ein polnischer nordischer Skisportler. Er wurde zwölfmal polnischer Meister.

## Werdegang
Zu Beginn seiner Karriere startete Daniel Krzeptowski für SN PTT Zakopane, der damals der erfolgreichste Sportverein in Zakopane war. Bereits unter den Junioren stellte er sein Talent unter Beweis, jedoch musste er seine Karriere aufgrund des Ausbruchs des Zweiten Weltkrieges unterbrechen. Nachdem er zunächst als Kurier tätig gewesen war, gelangte er 1940 nach Frankreich, wo er sich der polnischen Armee anschloss. Daniel Krzeptowski war von 1940 bis zum Kriegsende Kriegsgefangener im Stalag XI B und Zwangsarbeiter in einem Kohlebergwerk.
Nach seiner Freilassung widmete sich Daniel Krzeptowski wieder dem Sport. So nahm er 1947 an der Internationalen Skiwoche in Chamonix teil, wo er unter anderem Fünfter im Kombinationswettbewerb wurde. Seine Vielseitigkeit stellte Daniel Krzeptowski bei den Olympischen Winterspielen 1948 in St. Moritz unter Beweis, als er in allen drei Ski Nordisch-Disziplinen in die Wertung kam. Sein bestes Einzelresultat erzielte er mit dem 22. Rang in der Kombination. Bei den Olympischen Winterspielen 1952 in Oslo bekam er zwar einen olympischen Ausweis vom Olympischen Komitee ausgestellt, nahm allerdings an keinem Wettbewerb teil. Vier Jahre später ging er beim olympischen Kombinationswettkampf in Cortina d’Ampezzo an den Start und belegte den 29. Platz mit 396,1 Punkten.
Daniel Krzeptowski gewann in seiner Karriere sechsmal einen Wettbewerb beim Czech-Marusarzówna-Memorial in Zakopane, viermal davon in der Nordischen Kombination sowie jeweils einmal im Skispringen und im 18-km-Skilanglauf. Auf nationaler Ebene gewann er insgesamt 21 Medaillen und wurde dabei zwölfmal polnischer Meister.
Er wurde am 17. November 2000 vom polnischen Präsidenten Aleksander Kwaśniewski zum Leutnant der polnischen Armee ernannt. Nach seinem Tode im August 2002 wurde er auf dem Neuen Friedhof in Zakopane begraben.

## Resultate

### Olympische Winterspiele
| Jahr und Ort           | Wettbewerb            | Wettbewerb  | Wettbewerb         | Wettbewerb          |
| Jahr und Ort           | Nordische Kombination | Skispringen | Skilanglauf Einzel | Skilanglauf Staffel |
| ---------------------- | --------------------- | ----------- | ------------------ | ------------------- |
| 1948 St. Moritz        | 22.                   | 30.         | 62.                | 10.                 |
| 1956 Cortina d’Ampezzo | 29.                   | –           | –                  | –                   |

## Auszeichnungen
- Armia Krajowa Cross (Kreuz der Heimatarmee)
- Krzyż Czynu Bojowego Polskich Sił Zbrojnych na Zachodzie (Kreuz der Kampfhandlung der polnischen Streitkräfte im Westen)
- Krzyż Partyzancki (Partisanen Kreuz)
- Medal Zwycięstwa i Wolności 1945 (Medaille des Sieges und der Freiheit 1945)
- Zasłużony Mistrz Sportu (Verdienter Meister des Sports)